# Conseil des ministres (Espagne)

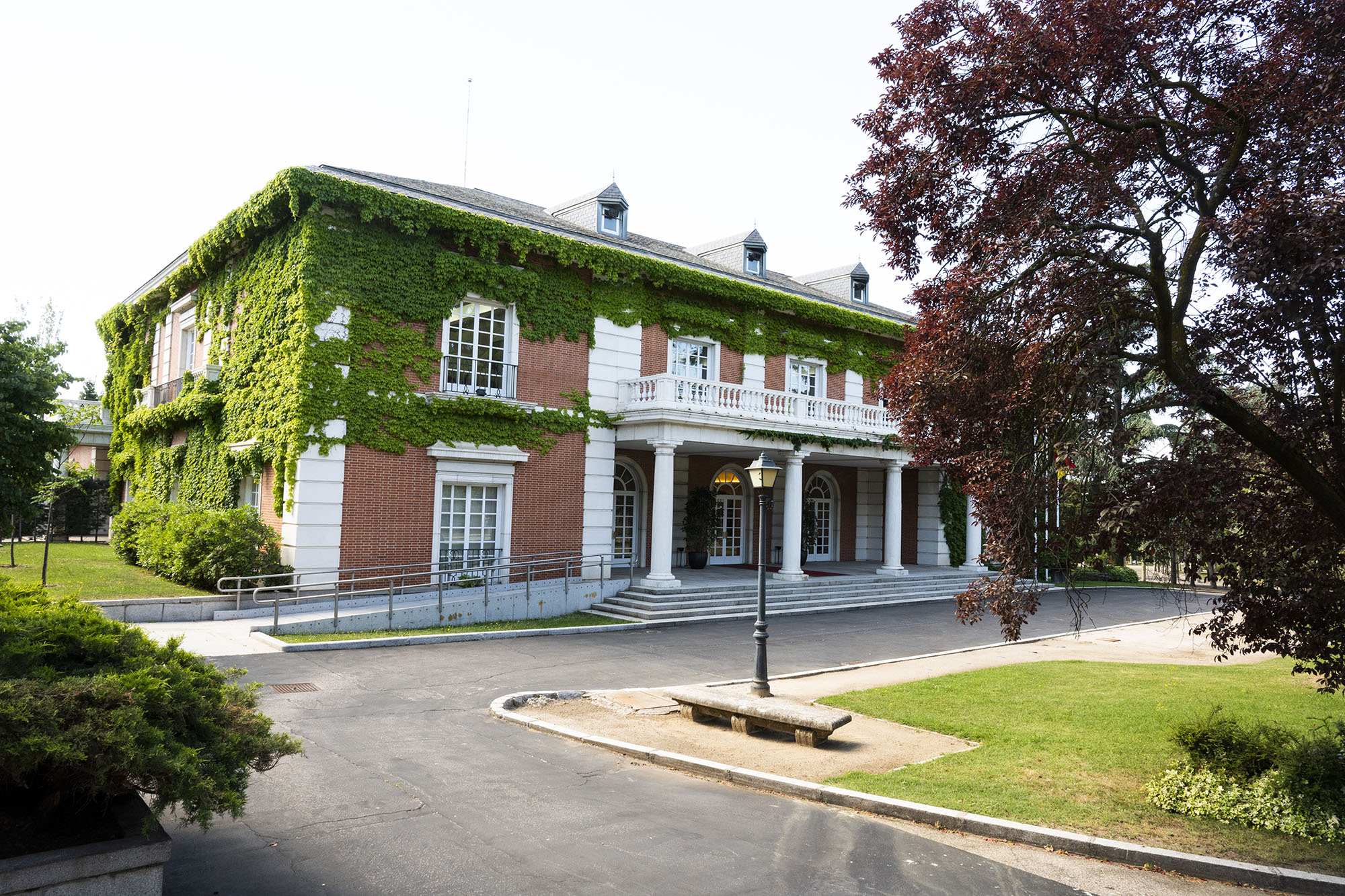
Le pavillon du Conseil des ministres, dans le complexe de la Moncloa.

Le Conseil des ministres d'Espagne (en espagnol : Consejo de Ministros) est un organe collégial, constitutionnel et politique du gouvernement espagnol.

## Histoire
L'origine historique du Conseil des ministres se retrouve dans les réunions habituelles du roi avec ses secrétaires d'État et du Cabinet successifs. Il a été officiellement créé par le décret du 19 novembre 1823, pris par le roi Ferdinand VII et par lequel il ordonnait la création d'un conseil dit « des ministres ». Il a été confirmé par l'article 97 de la Constitution espagnole de 1978.

## Composition

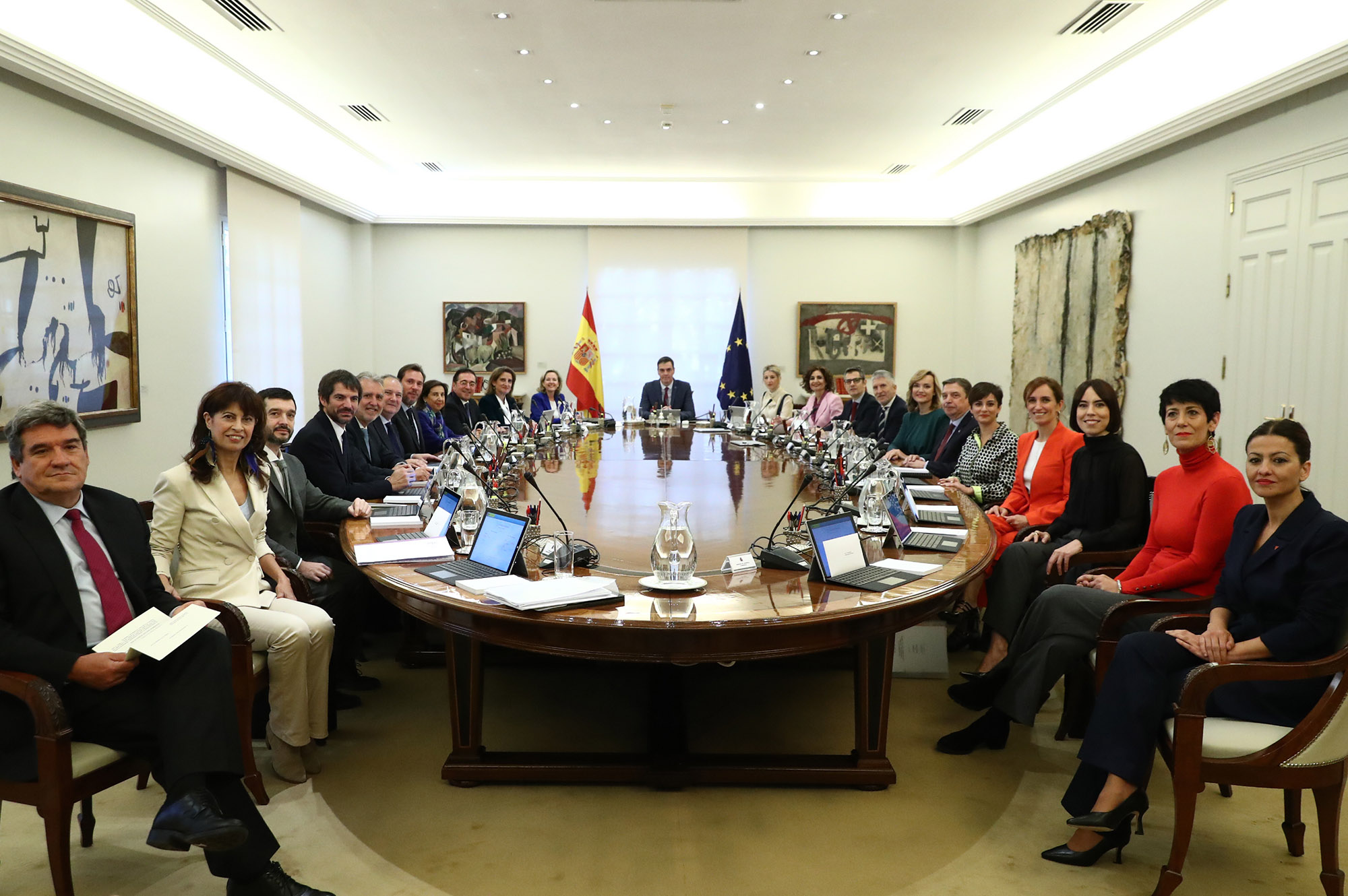
Première réunion du Conseil des ministres du gouvernement Sánchez III.

Il se compose du président du gouvernement et des ministres, ainsi que des vice-présidents du gouvernement le cas échéant, et du porte-parole, quand il n'a pas rang de ministre. Les secrétaires d'État peuvent y assister, après avoir été convoqués.

### Fonctionnement
Habituellement réuni le mardi, au palais de la Moncloa à Madrid, le Conseil des ministres est convoqué et présidé par le président du gouvernement. Le ministre de la Présidence tient le rôle de secrétaire. De manière exceptionnelle, il peut se tenir dans une autre ville d'Espagne, ou être présidé par le monarque, à la demande du président.
Les délibérations des réunions sont secrètes, mais un compte-rendu des décisions adoptées et des rapports présentés est tout de même dressé devant la presse par le porte-parole du gouvernement.

## Fonctions et pouvoirs

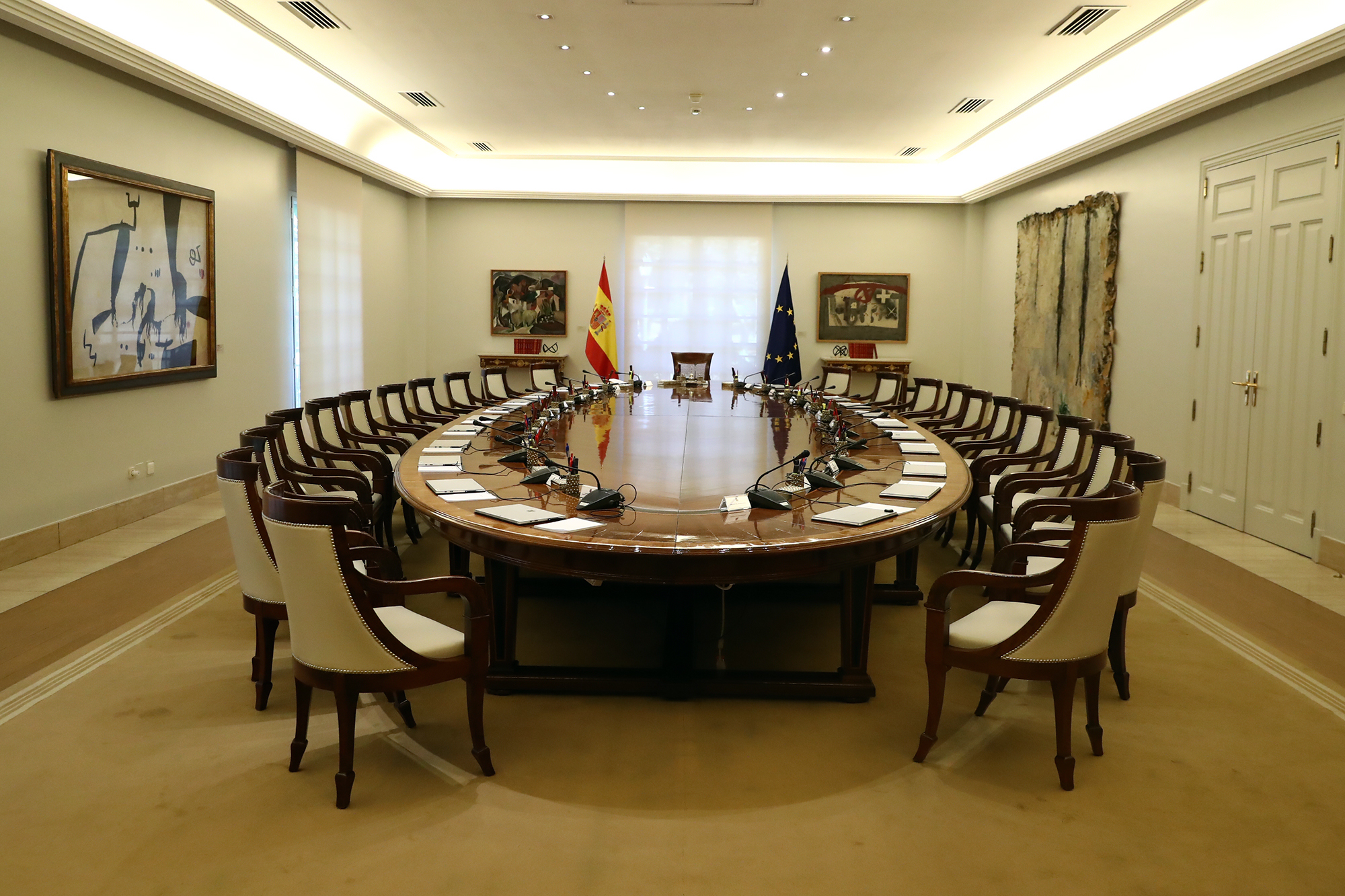
Le Conseil des ministres se réunit chaque semaine dans une salle spécifique du pavillon qui lui est dédié.

Dans la mesure où il constitue la réunion hebdomadaire de tous les membres du gouvernement espagnol, il exerce le pouvoir exécutif et dispose du pouvoir réglementaire. 
Il jouit de l'initiative législative, par l'approbation d'un projet de loi qui est ensuite envoyé au Congrès des députés, il adopte les décrets, les décrets d'application, les décrets-lois et les décrets législatifs. Il lui revient de proposer le projet de loi de finances (en espagnol : Presupuestos Generales del Estado) et d'approuver l'émission de dette publique, si une loi l'y autorise.
Dans le domaine diplomatique, il autorise la négociation et la signature des traités internationaux, ainsi que leur application provisoire, et il remet aux Cortes Generales les traités et conventions à caractère politique, militaire, territorial, touchant aux droits et devoirs fondamentaux reconnus par la Constitution, impliquant des obligations pour les finances publiques, ou qui nécessite une mesure législative en vue de leur exécution. Il peut également demander aux parlementaires de dénoncer ces mêmes traités.